# Amblyseius neolargoensis.
Amblyseius neolargoensis. är en spindeldjursart som beskrevs av van der Merwe 1965. Amblyseius neolargoensis. ingår i släktet Amblyseius och familjen Phytoseiidae. Inga underarter finns listade i Catalogue of Life.